# Landry N’Guémo
Landry N’Guémo (Yaoundé, 1985. november 28. – 2024. június 27.) válogatott kameruni labdarúgó, védekező középpályás.

## Pályafutása
2005 és 2011 között a francia Nancy labdarúgója volt. 2009–10-ben kölcsönben a skót Celtic csapatában szerepelt. 2011 és 2014 között a Bordeaux, 2015-ben a Saint-Étienne, 2015 és 2017 között a török Akhisar játékosa volt.